# Breidenbach (Zinsel)
Pour les articles homonymes, voir Breidenbach.
Le Breidenbach est un ruisseau qui coule dans le pays de Bitche en Moselle. C'est un affluent de la Zinsel du Nord et donc un sous-affluent du Rhin.

## Hydronymie
De l'allemand breit (large) et bach (le ruisseau), Breidenbach veut donc dire « ruisseau large ».

## Géographie
De 7,3 km de longueur, le Breidenbach prend source à la frontière communale entre Gœtzenbruck et Mouterhouse, dans le pays de Bitche en Moselle, à moins de 300 mètres à vol d'oiseau du Breitenstein et de la frontière avec le Bas-Rhin. Il longe la frontière communale jusqu'à l'écart d'Althorn, qu'il traverse. Il continue sa route vers l'Est et traverse les écarts de Schoenthal et de Hasselthal avant d'arriver au village de Mouterhouse, où il rejoint le Moderbach. Après sa réunion avec celui-ci, tous deux forment la Zinsel septentrionale, affluent de la Moder,.

## Affluent
- Klein Bacherbach[4]